# Benjamin de L'Isle-du-Gast
 Benjamin de L'Isle du Gast (né  le 27 juin 1675  à Saint-Fraimbault-de-Prières au Château de l'Isle-du-Gast (en Mayenne) et mort  à Limoges le  5 septembre 1739) est un ecclésiastique qui fut évêque de Limoges de 1729 à 1739.

## Biographie

### Origine
Il est le 2e fils et homonyme de Benjamin, seigneur de L'Isle-du-Gast et de Anne Le Clerc de Juigné. Il est élevé catholiquement, une partie de ces ancêtres étant Protestants.
Son frère Charles est docteur de Sorbonne en 1718, curé de Chantrigné de 1723 à 1730, chanoine du Mans le 24 mars 1724, prébendé et archidiacre du chapitre de Chartres par résignation de son frère. Il succéda dans l'Abbaye Notre-Dame de Barzelle (Bourges) à l'abbé Jacques du Mans de Chalais et eut lui-même pour successeur Louis-Émérite de Bailleul, nommé par la protection de Mlle de l'Ile-du-Gast.

### Parcours religieux
Il devient curé de Chantrigné 1704, 1723, chanoine et enfin vicaire général de Chartres. Il appartient pendant une dizaine d'années à la Compagnie de Jésus.  
Nommé évêque de Limoges en 1729, il est confirmé le 14 août 1730 et consacré en septembre dans la  chapelle de l'archevêché de Paris par l'archevêque Charles Gaspard Guillaume de Vintimille du Luc, assisté des évêques de Marseille et de Chartres.
Il est pourvu en commende en 1733 de l'abbaye Saint-Martial de Limoges. En 1736 il donne à son diocèse un Beviarum Lemovicense et deux ans plus tard un missel conforme au bréviaire. 
Il meurt à Limoges le 5 septembre 1739 et il est inhumé dans la chapelle du séminaire. Il a été exhumé en 1819 et transféré dans la Cathédrale de Limoges.

### Principaux actes de son administration
Les principaux actes de son administration sont :
- la création de l'hôpital de Boussac, 12 avril 1731 ;
- l'union à la Cathédrale Notre-Dame de Tulle de la prévôté de la Valette et de Clergour, 16 mai 1731 ;
- l'installation des hospitalières de Saint-Alexis à la Souterraine, 1732 ;
- l'érection de la chapelle de la Terrade à Aubusson ;
- l'union de la prévôté d'Énaux à la Sainte-Chapelle de Riom, 30 avril 1734 ;
- l'interdiction de la chapelle de Lastours, 28 août 1735 ;
- la fondation des hospitalières de Bourganeuf ;
- l'érection en succursale de la Chapelle-Autée, 1738 ;
- l'annexion de la chapelle Saint-Martial à la fabrique de Saint-Pierre-du-Queyroix.

## Sources partielles
- « Benjamin de L'Isle-du-Gast », dans Alphonse-Victor Angot et Ferdinand Gaugain, Dictionnaire historique, topographique et biographique de la Mayenne, Laval, A. Goupil, 1900-1910 [détail des éditions] (BNF 34106789, présentation en ligne)